# Grupo Escolar Joaquín Costa
El colegio Joaquín Costa —o Grupo Escolar Joaquín Costa— es un edificio de la ciudad española de Zaragoza, obra del arquitecto Miguel Ángel Navarro; proyectado en 1923, el centro se inauguraría finalmente en 1929. El edificio está situado en el paseo María Agustín n.º 41. Fue construido en honor al escritor, político historiador y jurista aragonés Joaquín Costa.

## Descripción

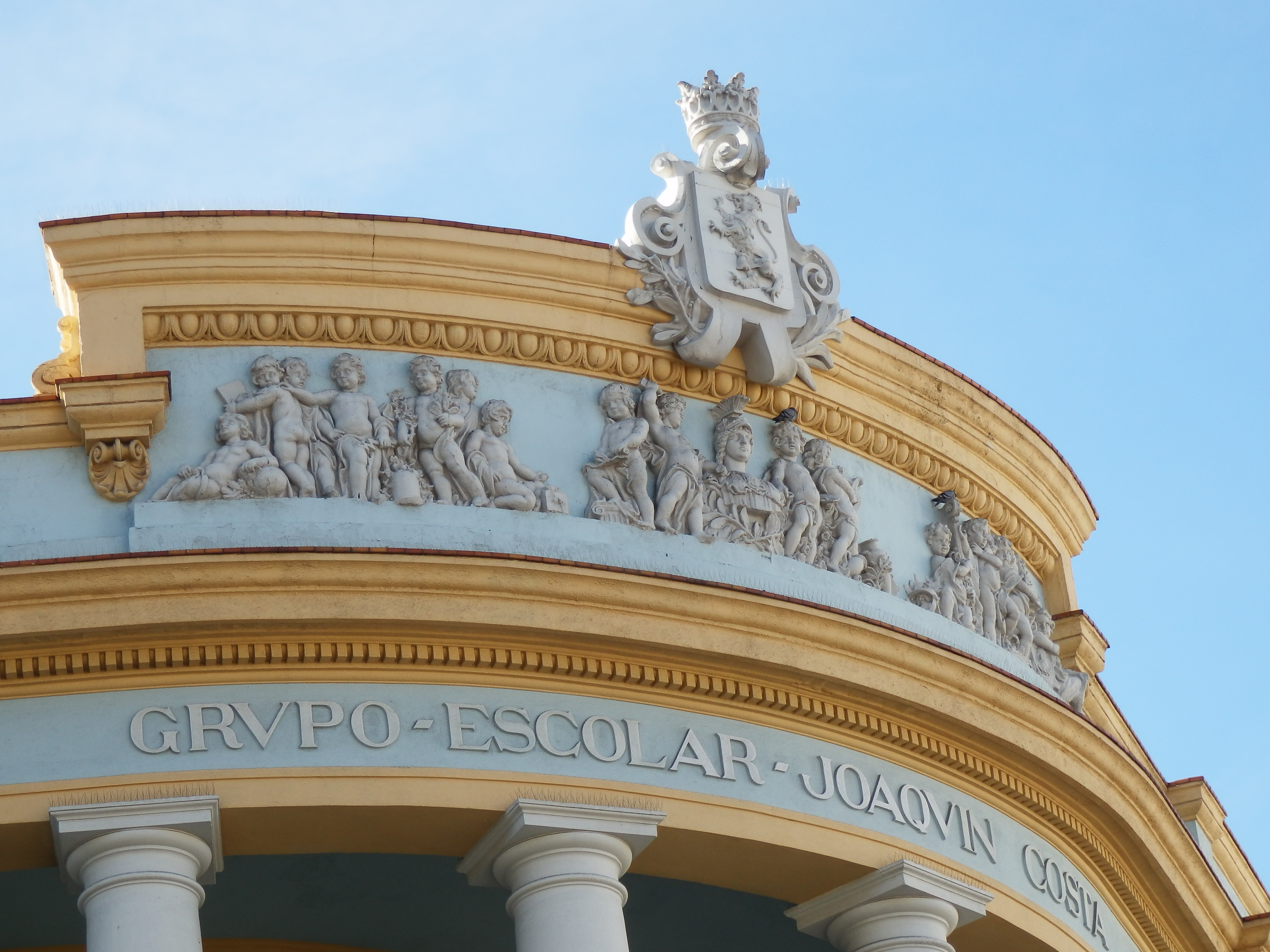
Frontón con la diosa Minerva rodeada de niños y el escudo de Zaragoza en la parte superior

El Colegio Joaquín Costa fue proyectado en 1923 por el arquitecto Miguel Ángel Navarro a instancias del Ayuntamiento de Zaragoza y en homenaje Joaquín Costa. Se inauguró en 1929 como el mejor y más moderno centro escolar de España, idóneo para acoger en su interior una escuela programada según los progresistas principios pedagógicos que el propio Costa había defendido durante toda su vida.
La construcción se organiza en un volumen formado por tres grandes cuerpos de planta rectangular dispuestos en abanico que convergen en una rotonda central. Los dos cuerpos laterales se alinean a la vía pública formando un frente continuo con chaflán redondeado, que se utiliza como eje principal de simetría. Exteriormente las fachadas presentan una composición clasicista con una ornamentación más rica hacia la vía pública que hacia el interior de la parcela. La fachada exterior destaca por la solución curva del chaflán a partir del cual se extienden las dos fachadas laterales. El chaflán concentra la mayor parte de la decoración y se desarrolla en tres plantas a partir de una estructura organizada en cinco vanos. Destaca la arcada de doble altura que une las dos últimas plantas, creando una tribuna sobre el chaflán. Los alzados laterales presentan una decoración más sobria, articulada verticalmente a través de anchas pilastras que recorren rítmicamente la fachada. El remate superior se realiza mediante una cornisa moldurada coronada en el chaflán por un frontón escalonado presidido por un relieve representando a la diosa Minerva rodeada de niños bajo el escudo de Zaragoza.
El Colegio contó con unas instalaciones de excepción (piscina cubierta, salón de actos, talleres, ropero, cantina escolar, etc.). Además estuvo dotado de una organización y recursos novedosos, siguiendo el ideal de Costa y las nuevas corrientes pedagógicas, fundamentalmente la Institución de Libre Enseñanza y la Escuela Nueva
El colegio a lo largo del tiempo ha sufrido multitud de remodelaciones constando ahora de las siguientes instalaciones
Seis aulas de Educación Infantil (7 profesores/as y 1 auxiliar) 
trece aulas de Educ. Primaria (27 profesores/as).
Aulas de Informática, 
Alemán, 
Apoyo, 
Psicomotricidad, 
Plástica/Laboratorio, 
Música, 
Inglés, Logopedia,
Pedagogía terapéutica, 

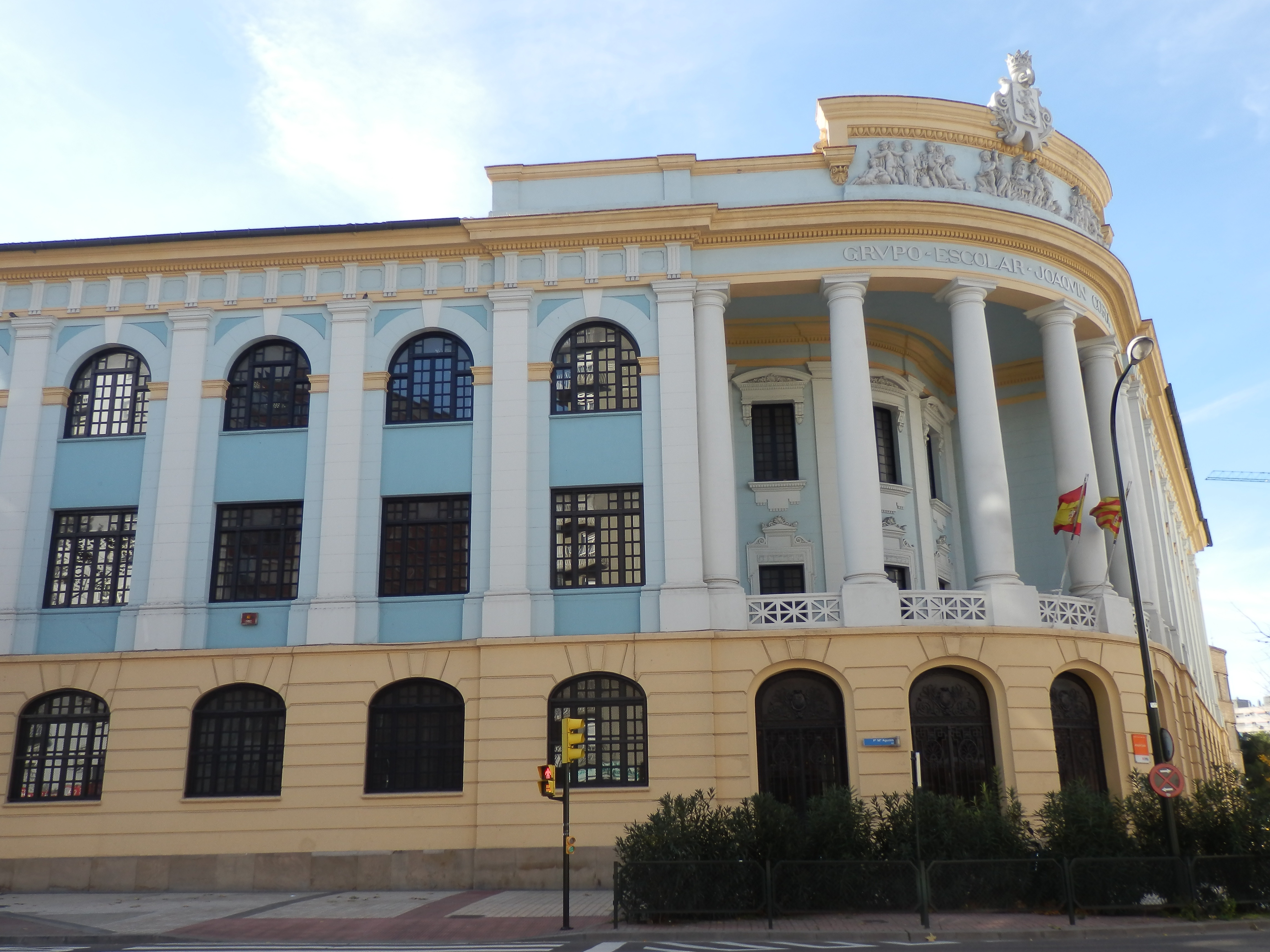
Vista lateral

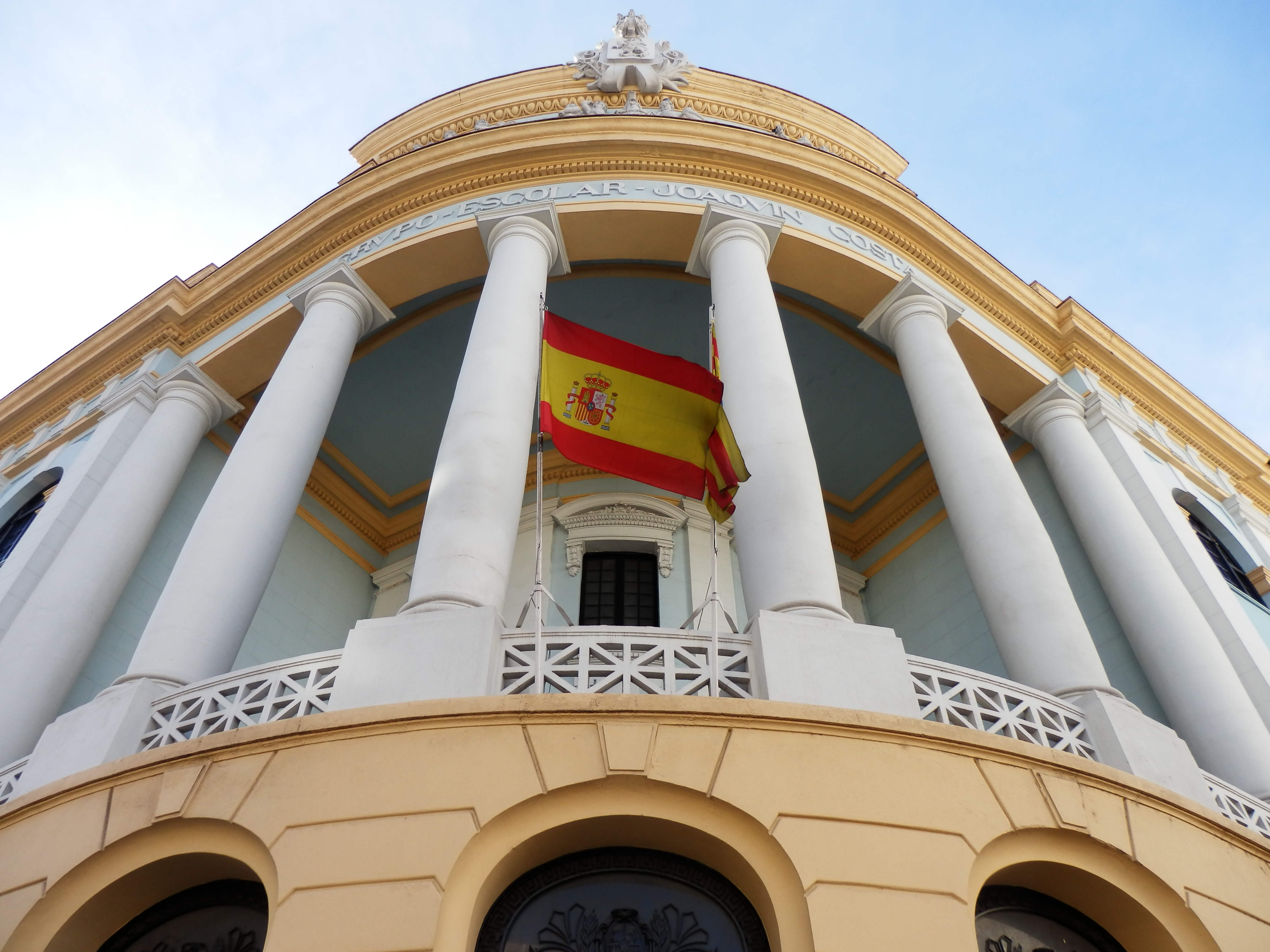
Vista de las columnas de la fachada

En el interior, el espacio más representativo del edificio es el vestíbulo principal situado en la rotonda central, un espacio a doble altura coronado por una cúpula acristalada que introduce luz natural al interior a través del lucernario de cubierta.

## Catalogación
En abril de 2008 se incóo un expediente para su declaración como Bien Catalogado del Patrimonio Cultural Aragonés, categoría que obtuvo el 28 de octubre de ese mismo año, mediante una orden publicada en el número 193 del Boletín Oficial de Aragón, de 19 de noviembre.